# 李心傳
李心傳（1167年—1243年），字微之、又字伯微，世稱秀嚴先生，隆州井研（今四川）人。

## 生平
宗正寺主簿李舜臣長子。十四歲隨父遷居臨安（今浙江杭州）。三十歲進士不第，遂絕意於仕途，專心從事史學研究，又仿李燾的《續資治通鑑長編》體例，編成《建炎以來繫年要錄》二百卷，記述了建炎元年（1127年）至紹興三十二年（1162年）共三十六年的史事，尤詳於岳飛事。
晚年由崔與之、许奕、魏了翁等二十三人薦為史館校勘，專修《中興四朝帝紀》。端平三年（1236年）书成，擢拔為工部侍郎。後以言罢，奉祠居於湖州。淳祐三年（1243年）辭歸，同年病逝，享年七十八岁。另著有《建炎以來朝野雜記》、《丁丑三禮辨》、《西陲泰定錄》等書。

## 著作
- 《建炎以來繫年錄》二百卷
- 《學易編》五卷
- 《誦詩訓》五卷
- 《春秋考》十三卷
- 《禮辨》二十三卷
- 《讀史考》十二卷
- 《舊聞證誤》十五卷
- 《朝野雜記》四十卷
- 《道命錄》五卷
- 《西陲泰定錄》九十卷
- 《詩文》一百卷

## 延伸阅读
[在维基数据编辑]
 在维基文库阅读此作者作品（ 在维基共享资源阅览影像）
 《宋史·卷438》，出自脱脱《宋史》